# 英雄杀
英雄杀是腾讯首款竞技桌游，也是腾讯游戏推出的一款卡牌策略桌游，該遊戲的卡牌為中国历史人物。該遊戲還有3V3、排位赛及好友组队等模式。

## 游戏模式介绍

### 标准场
英雄杀有以下几种模式
- 5人标准场

游戏中有一位主公，一位忠臣，两位反贼，一位内奸。
- 8人标准场

游戏中有一位主公，两位忠臣，四位反贼，一位内奸。
标准场中的胜利条件如下：
- 主公：将反贼和内奸阵营的角色全部阵亡即为获胜
- 忠臣：在主公不阵亡的前提下其他角色全部阵亡即为获胜
- 反贼：主公阵亡即为获胜
- 内奸：其他角色阵亡后在使主公阵亡即为获胜。如果两个内奸共同存活算反贼获胜

### 3V3
3v3有以下几种模式
- 3v3休闲场

综述　
1. 此模式为英雄杀基本身份局模式的变体，需要6人参与游戏。
2. 将全部6人分为两队，每队为3名玩家。一队玩家全部身份为忠臣，另一队玩家全部身份为反贼。

游戏目标

需要消灭对手全部三名玩家。

座位方式

两队玩家按照交叉的方式安排座位。

选身份

将6名玩家分为两队，一队分发身份为忠臣，一队分发身份为反贼。
选将　　
1. 每队随机分配9个英雄可供选择，互不重复，各队分别选择。
2. 选将的时间限制为40秒。
3. 每队的三名玩家能在选将时间内，选择任意一个其他玩家没有选择到的英雄。每队可以看见队友的选择的英雄，不能看见对方的选择的英雄。
4. 全部选择好后，同时亮出各自选择的英雄。

开始游戏　
1. 每位玩家随意一个点数，由点数大的玩家先开始出牌。
2. 出牌顺序按照逆时针顺序出牌。
3. 其他均跟普通身份场一致。

胜负条件
 
任意一队的角色全部阵亡算作失败，此时游戏结束。

特殊规定
1. 任何玩家都不配备主公技。
2. 有角色阵亡后，可以选择将手中手牌和装备牌任意分给存活的队友。（此规定如果有虞姬在场，则先结算虞姬的【诀别】技能）
3. 有角色进入濒死状态时，只能向同队玩家求【药】。

- 3v3竞技场

综述　　
1. 此模式为英雄杀基本身份局模式的变体，需要6人参与游戏。
2. 将全部6人分为两队，每队为3名玩家。每队由1名主将和2名副将组成。

游戏目标

需要消灭对手的主将即可获得胜利。

座位方式

两队玩家按照集中的方式安排座位。

选身份

身份分为2名主将和4名副将。

按照1名主将配对2名副将分为两队。

选将　　
1. 两队共随机分配12个英雄，使用同一个备选英雄池。
2. 两队主将各随机一个点数，点数大的主将先开始选择是先选将还是后选将。

开始游戏　　
1. 后选将的一方可以选择先行动还是后行动，第一个回合内行动方必须是主将先行动。
2. 双方交替有一次行动的机会。
3. 拥有行动机会的一队，可以由主将选择，若主将选择自己先行动，则主将执行完一个完整回合后，移交行动权给对手；若选择其中一名副将行动，则须所有副将回合全部行动完才能移交行动权给对手（即若两名副将均未阵亡，则连续的分别是进行两个副将的回合）。

胜负条件

任意一队的主将阵亡，则该队算失败，游戏结束。

特殊规定
1. 任何玩家都不配备主公技。
2. 主将相应的加1点血。
3. 有角色进入濒死状态，需要向所有角色求【药】。
4. 一些锦囊牌的结算有变化：烽火狼烟、万箭齐发、休养生息、五谷丰登需要出此牌的玩家指定结算顺序（逆时针或顺时针）
5. 在此种模式中，没有【手捧雷】。
6. 杀死副将（无论是本方还是对方的副将）能摸取三张牌。

### 三足鼎立场
综述

三足鼎立模式中角色身份用上家下家关系来确认，按逆时针的出牌顺序来区分上下家。

三足鼎立模式融合换将的打法，你能根据场上形势不断更换自己的武将来应战。

三足鼎立模式是三个人相互厮杀。胜者只有一个，获胜的条件就是自己存活而下家阵亡。

游戏目标

在自己存活的情况下，让你的下家阵亡。

游戏座位方式

三名玩家围成一个三角形，形成三足鼎立局面。

发牌阶段

每位玩家分发四张手牌，起始四张手牌中有武将牌的可以在10秒时间内装备武将牌。

当你装备武将牌后，你就具有了武将的技能，一旦失去武将牌则相应的武将技能也会消失。

当你没装备武将牌时，你的血量上限为4血，性别默认为无性。

摸牌-出牌阶段
1. 每回合开始时能摸取2张牌，如果摸取的牌中有武将牌，则在本回合内可以将武将牌弃掉再摸取一张牌。摸牌阶段内摸起的武将牌每回合内只能置换一次。例如：到你的摸牌阶段，摸起两张武将牌，你的本回合内可以将这两张武将牌弃掉重新摸取两张牌，若此时再摸起武将牌，则不能再置换。
2. 在自己的出牌阶段内可以装备武将牌，若之前装备有武将，新装备上的武将替换掉原来的武将，被替换的武将牌进入弃牌堆。同时你具备有新武将的技能，旧武将的技能消失。
3. 武将牌在武将牌区或者装备中时，除了锦囊牌【釜底抽薪】能对武将牌生效，其他一切武将技能或者锦囊牌不能对武将牌生效。

弃牌阶段　
1. 每回合结束时，手牌数不能大于当前血量上限。武将牌区的武将牌不能大于2张。
2. 每回合结束时，多余的手牌和武将牌需要弃掉。

胜负条件

当你的下家阵亡，而你存活则你算获胜。 你的上家阵亡或者自己阵亡，则你算失败。

特殊规定
1. 普通牌的变体：釜底抽薪—可以对任意距离的任意角色使用：抽取该角色的一张牌（手牌或装备区的牌或判定区的牌）后弃掉或者选择抽取该角色的一张武将牌（可以是已经装备上的武将）后弃掉，同时需要弃掉自己的一张武将牌区内的武将牌。
2. 任何跟性别有关的技能都不能对无性的角色生效。
3. 角色的血量上限跟装备的武将血量上限保持一致。角色的血量在变化上限时只能根据上限减少，不能增加。例如：当你是4血满血时装备3血武将，则此时你的上限变为3血，同时血量变为3血。当你是3血满血时装备4血武将，则此时血量上限变为4血，血量为3血。
4. 三足鼎立场中不能使用选将卡和身份卡。
5. 三足鼎立场备选武将中没有武则天。
6. 武将牌区解释：摸起来的武将牌都放在武将牌区，不算在手牌里面。每回合结束时，武将牌区最多只能有两张武将牌。

## 游戏牌型介绍

### 基本牌
1. 【杀】：你可以对别的角色出【杀】。【杀】的伤害是1，默认的攻击距离也是1。【杀】可以被【闪】或者别的英雄技能抵挡掉。每回合只能出1次【杀】。
2. 【闪】 ：当别的角色对你出【杀】时，你可以出【闪】抵挡掉。每回合出【闪】次数不限。
3. 【药】：出牌时，你可以出【药】来恢复1点血量（不得超过血量上限）或者在别的角色进入濒死状态时出【药】救活他，帮他恢复1点血。

### 锦囊牌
1. 【决斗】：出牌时，你可以对除你外任意一名角色出【决斗】。由该角色开始，你和他/她轮流出【杀】。【决斗】的两名角色，首先不出【杀】的角色将掉1点血，不掉血的一方视为该伤害的来源。
2. 【手捧雷】：延时类锦囊。出牌时，你可以出【手捧雷】，此时将【手捧雷】横置于你的判定区里。到下一轮你摸牌前，【手捧雷】开始判定：如果判定为黑桃2—黑桃9之间的牌，则你将掉3点血，同时【手捧雷】被弃掉；如果不是黑桃2—黑桃9之间的牌，则移到下一个玩家的判定区里。
3. 【无懈可击】：在目标锦囊生效前，抵消它对一名角色产生的锦囊效果。任何锦囊都可以被抵消。
4. 【画地为牢】：延时类锦囊。出牌时，对其他任何一名角色出【画地为牢】，此时该锦囊将横置于该角色的判定区里。【画地为牢】在该角色摸牌前开始判定：如果判定为红桃花色的牌，则你可以摸牌然后出牌；如果不是红桃，则摸牌后不能出牌。
5. 【借刀杀人】：出牌时，对除自己外任何一名装备区有武器的角色A使用，令A对另一名角色（可以是自己）出【杀】，如果角色A不出【杀】，则角色A的武器将收入你的手牌。
6. 【五谷丰登】：出此牌时，按照存活的角色数，摸取相应张牌亮出来，从出牌人开始每人依次选择拿一张牌。
7. 【无中生有】：出此牌时，你可以立即再摸取两张牌。
8. 【休养生息】：出此牌后，从出牌角色开始按出牌顺序每名角色恢复1点血。满血的角色不能再恢复，死亡的也不能复活。
9. 【烽火狼烟】：出此牌后，从出牌角色的下家开始，按出牌顺序每名角色都需要出【杀】，没有出【杀】的玩家将掉1点血。
10. 【万箭齐发】：出此牌后，从出牌角色的下家开始，按出牌顺序每名角色都需要出【闪】，没有出【闪】的玩家将掉1点血。
11. 【探囊取物】：可以对与你距离为1的角色使用，你可以摸取一张该角色的牌（手牌或装备区的牌或判定区的牌）。
12. 【釜底抽薪】：可以对任意距离的角色使用，抽取该角色一张牌（手牌或装备区的牌或判定区的牌）后弃掉。

### 装备牌
1. 【进攻马】：攻击别的角色的距离缩短了1。
2. 【防御马】：你与别的角色的距离增加了1。
3. 【鱼肠剑】：武器类。攻击范围：2 对别的角色出【杀】，无视该角色的防具。
4. 【博浪锤】：武器类。攻击范围：3 如果对方出【闪】抵消你出的【杀】，则你可以选择弃掉两张牌（手牌或者装备区的牌），使对方掉1点血。
5. 【霸王弓】：武器类。攻击范围：5 当你对别的角色出【杀】使他掉血时，你可以抽取他装备区的一匹马然后弃掉。
6. 【玉如意】：防御类。每当你需要出【闪】的时候，你可以选择进行一次判定：如果判定为红色花色的牌，则视为你出了一张【闪】；如果判定为黑色花色的牌，则视为你判定失败，依旧要出【闪】。
7. 【狼牙棒】：武器类。攻击范围：4 当你出的【杀】是你的最后一张手牌时，你可以让这张【杀】指定至多3名角色（除开自己外），然后按出牌顺序结算之。
8. 【盘龙棍】：武器类。攻击范围：3 当你出的【杀】被【闪】抵消后，你可以立即对该角色再出【杀】，直到【杀】生效或你不愿意出【杀】为止。
9. 【芦叶枪】：武器类。攻击范围：3 当你需要出【杀】时，你可以将两张手牌弃掉，然后当作【杀】来使用。
10. 【虎符】：武器类。攻击范围：1 出牌时，你可以出任意张【杀】。
11. 【龙鳞刀】：武器类。攻击范围：2 出牌时，你出的【杀】令对方命中，准备掉血时，你可以选择不让对方掉血，而弃掉对方两张牌（包括手牌、装备牌和判定区的牌）。

### 武将牌
游戏武将根据中国历史人物以及腾讯游戏人物分为君、臣、民三个阵营的角色，每个角色都有各自的技能。

#### 基础篇
| 称号       | 人名     | 阵营 | 血量 | 技能 |
| ---------- | -------- | ---- | ---- | --- |
| 秦始皇     | 嬴政     | 君   | 4    | 集权：主动技 当你掉血的时候，你可以选择马上获得让你掉血的那张牌。 |
| 铁木真     | 成吉思汗 | 君   | 4    | 骑射：被动技 默认视为你装备着一匹距离为1的进攻马。 强掠：主动技 如果你打出的【杀】被闪避，你可以进行一次判定，若判定结果为黑色花色的牌，你可以抽取对方的一张牌。 |
| 汉高祖     | 刘邦     | 君   | 4    | 驭人：主动技 出牌时，你可以扔掉自己任意数量的手牌和装备，就可以立即从牌堆新摸相同数量的牌。每回合限使用一次。 |
| 宋太祖     | 赵匡胤   | 君   | 4    | 释权：主动技 出牌时，你的任意一张黑色花色的手牌或黑色花色的装备区的牌，都可以当作【釜底抽薪】来用。 |
| 越王       | 勾践     | 君   | 3    | 隐忍：被动技 只要在自己出牌阶段中没对别的玩家主动出过【杀】，则本回合结束时你可以不用弃牌。 图强：被动技 在自己的回合外，你每打出一张【闪】，可立即从牌堆摸一张牌。 |
| 西楚霸王   | 项羽     | 君   | 4    | 霸王：被动技 你出【杀】时，被杀对象需出两张【闪】才能避过，决斗时对手需出两张【杀】。 |
| 唐太宗     | 李世民   | 君   | 4    | 控局：被动技 当你的手牌数不大于满血的血量时，是可以不用弃牌的（其他角色默认情况下手牌数不大于当前血量）；当你的手牌数小于满血的血量时，是不能被【探囊取物】或【釜底抽薪】；当你的手牌数大于你的满血的血量时，你不能被【画地为牢】。                                                        |
| 武周皇帝   | 武则天   | 君   | 4    | 迁都：主动技 出牌阶段，弃两张黑色花色的手牌，选定任意一个存活的玩家，你可以和该玩家对调位置。 女权：被动技 你对男性角色出【决斗】，对方需出两张【杀】当作一张【杀】；男性角色对你出【决斗】无效。                                                                                          |
| 雪羽仙     | 慕容     | 君   | 4    | 蝶魂：主动技 当锦囊指定了多个目标，且包括你时，你自动跳过锦囊，并立即从牌堆里摸一张牌。 |
| 乱世奸雄   | 曹操     | 君   | 4    | 奸雄：主动技 出牌阶段，你可以打出一张手牌或装备区的牌，当作你本回合内前一张打出的牌使用，每回合限用一次。 |
| 飞翔的鸿鹄 | 陈胜     | 君   | 4    | 起义：主动技 在你的摸牌阶段，可以选择放弃摸牌，从最多两个其他玩家手里，每人抽一张牌。 |
| 秦国大良造 | 商鞅     | 臣   | 3    | 变法：主动技 在任意玩家的判定牌生效前，你可以打出一张手牌或装备区的牌，替代原来的判定牌。 法家：主动技 你掉血以后可以抽走伤你的人的一张牌，可以是对方的手牌，也可以是装备牌。 |
| 虞美人     | 虞姬     | 臣   | 3    | 舍身：主动技 你每掉1点血就能摸两张牌，可将这两张牌任意分配给其他人，也可以自己留着。 诀别：主动技 当你进入濒死状态时，你可以选定一名男性英雄且同时选择不向包括你自己在内的任何角色求【药】，则你阵亡后，你的所有牌（手牌或装备区的牌）都归入此角色的手牌，你判定区的牌是归入对方的判定区。 |
| 神机妙算   | 刘伯温   | 臣   | 3    | 占卜：主动技 到你回合时，可以先摸再观看最多5张牌（当人数少于5人时，为相应人数的牌），然后可以自由调整这5张牌的摆放顺序，再放回牌堆。可以将一部分放在牌堆顶，其余的放在牌堆底。然后进入判定-摸牌-出牌阶段。 归隐：被动技 当你手里没牌的时候，其他人不可以主动用【杀】或者【决斗】攻击你。   |
| 精忠报国   | 岳飞     | 臣   | 4    | 武穆：主动技 你可以将【杀】当作【闪】来使用，【闪】当作【杀】来使用。 |
| 兵仙       | 韩信     | 臣   | 3    | 攻心：主动技 出牌时，你可以让任何一人指定一种花色，然后该玩家从翻开你一张手牌。如果牌的花色和之前指定的相符，则对方获得你这张手牌；如果不符，对方掉1点血，然后获得你这张手牌。 兵仙：被动技 每个摸牌阶段，你可以摸三张牌。                                                                 |
| 一笑倾国   | 褒姒     | 臣   | 3    | 治愈：主动技 出牌时，你可以弃掉任意两张手牌，然后指定一个血量不满的男性角色，你和他可以各恢复1点血。每回合限用一次。 烽火：主动技 出牌阶段，弃一张装备区的牌，视为打出一张【烽火狼烟】。                                                                                                   |
| 巾帼英雄   | 花木兰   | 臣   | 3    | 迷离：被动技 每当你失去装备区中的一张牌，能马上摸两张牌。 易装：主动技 出牌时，你可以弃掉两张牌，选定一个本局中阵亡的男性武将，则你失去你的所有技能，获得该男性武将的所有技能，同时花木兰的血量上限变为该男性英雄的血量上限。                                                              |
| 武圣       | 关羽     | 臣   | 4    | 补刀：主动技 在你的回合外，有人被杀牌掉血后，你可以紧接着对目标打出一张【杀】，只要你的【杀】给目标造成了伤害，你就可以继续出【杀】。 单骑：被动技 默认视为你装备着一匹距离为1的【进攻马】。                                                                                               |
| 杨六郎     | 杨延昭   | 臣   | 4    | 天狼：被动技 你每回合出【杀】的数量不受限制。 |
| 修罗剑魔   | 澹台名   | 臣   | 4    | 傲剑：主动技 你可以选择将红色花色的牌（手牌或装备区的牌）当作【杀】来用。 |
| 门神       | 秦琼     | 臣   | 4    | 反击：主动技 当你被【杀】或【决斗】损血后，你可以选择立即对伤你的角色打出一张【杀】，若此【杀】为红色花色，则此【杀】不可回避。 门神：主动技 回合结束阶段，你可以指定一个目标，则到你的下个回合开始为止，所有对该目标的【杀】和【决斗】，均视为对你打出。                                  |
| 绝世舞姬   | 赵飞燕   | 臣   | 3    | 玉步：主动技 摸牌阶段前，你可以进行判定，如果判定牌是黑色花牌的，你就可以继续判定，直到判定出红色花色的牌为止。所有黑色花色的判定牌均收入你的手牌。 轻影：主动技 黑色手牌可以被你当做【闪】使用（或打出）。                                                                                |
| 行者       | 武松     | 民   | 4    | 醉酒：主动技 在你摸牌时，如果你选择只摸一张牌，那本回合对别人出【杀】或【决斗】造成的的伤害为2（默认伤害为1）。 |
| 及时雨     | 宋江     | 民   | 4    | 疏财：主动技 出牌时，你可以把自己的手牌发给任意角色，发两张或两张以上就自己恢复1点血，但是最多只能恢复1点。 |
| 西子       | 西施     | 民   | 3    | 魅惑：主动技 在你的出牌阶段，你可以将你方片花色的手牌或者装备区的牌当作【画地为牢】使用。 沉鱼：主动技 有人对你出【杀】时，你可以弃掉一张牌（手牌或者装备区的牌）把这张【杀】转移给你攻击范围内的一名角色，但不能转移给对你出【杀】的这名角色。                                            |
| 神医       | 扁鹊     | 民   | 3    | 回春：主动技 你的回合外，能将你的红色花色的牌（手牌或者装备区的牌）来当作【药】使用。 疗伤：主动技 出牌时，能弃掉一张手牌，给任意一名角色恢复1点血。每回合限使用一次。 |
| 乱世红颜   | 陈圆圆   | 民   | 3    | 红颜：主动技 出牌时，你可以弃掉一张牌（手牌或者装备区的牌），来指定两个男性的角色进行【决斗】（此【决斗】不能被【无懈可击】抵消掉），你选定的第一个男性角色就是【决斗】中先要出【杀】的角色。每回合限用一次。 楚楚：被动技 回合结束时，你可以摸一张牌。                                    |
| 青楼歌妓   | 李师师   | 民   | 3    | 曼舞：主动技 每当你需要掉血时，你可以弃一张红桃手牌将伤害转移给其他任意一名角色（包括伤你的角色），然后该角色摸X张牌；X为该角色当前掉血量。 红妆：被动技 你的黑桃花色牌均视为红桃花色牌。                                                                                                  |
| 天下英雄   | 任桓之   | 民   | 4    | 侠胆：主动技 出牌时，你可以和任何一名角色拼点。若你赢，则本回合你的攻击范围无限、可以出两张【杀】、且每次出【杀】时可以指定最多两个目标。若你没赢，你本回合不能出【杀】。 |
| 鼓上蚤     | 时迁     | 民   | 3    | 飞贼：被动技 你使用【探囊取物】不受距离限制 神偷：主动技 你所有梅花花色的手牌都可以当作【探囊取物】使用。 轻敏：被动技 你不能成为【探囊取物】的目标。 |
| 花和尚     | 鲁智深   | 民   | 4    | 底力：被动技 摸牌时，你的摸牌数等于2+你当前掉血数。 狂禅：被动技 作为主公时，你的血量上限不能增加1点血量。 |
| 黑旋风     | 李逵     | 民   | 4    | 复仇：主动技 你掉血以后可以选择进行一次判定，如果不是红桃，伤你的角色就必须选择掉1点血或者弃掉两张牌。 |

#### 青龙之章
| 称号     | 人名   | 阵营 | 血量 | 技能 |
| -------- | ------ | ---- | ---- | --- |
| 明太祖   | 朱元璋 | 君   | 4    | 强运：被动技 在任意一名角色的回合内，每当你失去或者用掉最后1张手牌时，可以立即从牌堆再摸两张牌。 |
| 闯王     | 李自成 | 君   | 4    | 鲁莽：主动技 除自己外任何人对你使用的单体非延时类锦囊，你可以选择视为决斗。 勇闯：被动技 在决斗中，你的所有手牌均视为【杀】。 |
| 吕后     | 吕雉   | 君   | 4    | 鸩杀：主动技 当场上有角色进入濒死状态求【药】时，你可以对其（需在攻击范围内）使用【药】，此时该角色立即阵亡。 蓄谋：主动技 你回合结束时，可以选择摸取三张牌。若如此做，你将跳过你下一个回合。 |
| 卧龙     | 诸葛亮 | 臣   | 3    | 妙计：被动技 每当你使用一张非延时类锦囊牌时，（在锦囊牌结算前）你可以马上从牌堆中摸取一张牌。 洞察：被动技 你不能成为黑桃花色锦囊牌的目标。 |
| 信平君   | 廉颇   | 臣   | 4    | 负荆：主动技 出牌时，你可以选择主动掉1点血，然后执行以下两项行动中的一项：1.自己马上从牌堆摸两张牌；2.指定一名伤过你的角色马上从牌堆摸两张牌，若如此做，则你的回合内该角色不能再使用【药】救你。 |
| 混世魔王 | 程咬金 | 臣   | 4    | 三板斧：主动技 当你对其他角色出【杀】时： 若对方选择出0张【闪】，则对方掉2点血，你也要弃一张手牌；若对方选择出1张【闪】，则对方掉1点血，你也掉1点血；若对方选择出2张【闪】，则对方不掉血，你自己掉1点血。（每回合限用一次） |
| 国色天香 | 小乔   | 民   | 3    | 天香：主动技 当一名角色需要判定时，你可以弃掉一张牌（手牌或装备牌），则取消该判定。 国色：被动技 当你没有装备防具时，你默认视为装备玉如意。 |
| 易水壮士 | 荆轲   | 民   | 3    | 刺客：主动技 你对别的角色出【杀】时可以选择做一次判定：若判定牌为红色花色，则此【杀】不可回避，直接命中；若判定牌为黑色花色，则此【杀】可回避，但如果对方没有出【闪】，则命中后可以选择弃掉对方一张牌。 绝杀：主动技 出牌时，你可以选择自减一点血或弃掉一张手牌上的或装备区内的武器牌，指定一个目标（需在攻击范围内）直接掉1点血。每回合限用一次。 |
| 美资仪   | 潘安   | 民   | 4    | 悼亡：主动技 你可以选择获得阵亡角色的所有牌（包括手牌和装备牌）。 姿容：主动技 出牌时，你可以选择弃掉1张牌（手牌或装备牌），指定一名女性角色，则在该女性角色的回合内该角色对其他角色出【杀】或【决斗】伤害+1。（每回合限用一次） |
| 巧匠始祖 | 鲁班   | 民   | 3    | 鬼斧：主动技 到你出牌时，可以指定一名角色装备区内的一张牌，将其弃掉，自己和对方同时摸取一张牌。（每回合限用一次） 神工：主动技 到你出牌时，可以选定场上任意一名角色的装备区的牌，出自己的一张手牌复制该装备，可以选择装备上自己或者别的角色的装备区。（每回合限用一次）                                                                            |